# لیسنه (کریمه)
لیسنه (به لاتین: Lisne) یک منطقهٔ مسکونی در اوکراین است که در شهرداری سوداک واقع شده‌است. لیسنه ۶۱۰ نفر جمعیت دارد و ۲۵۰ متر بالاتر از سطح دریا واقع شده‌است.